# Saxifraga prudhommei
Saxifraga prudhommei är en stenbräckeväxtart som beskrevs av P. Aubin. Saxifraga prudhommei ingår i Bräckesläktet som ingår i familjen stenbräckeväxter. Inga underarter finns listade i Catalogue of Life.